# Metropolitana leggera Matrice-Campobasso-Bojano
La metropolitana leggera Matrice-Campobasso-Bojano è un servizio di trasporto pubblico urbano ed extra-urbano su rotaia a servizio della città di Campobasso e dei comuni limitrofi in corso di realizzazione. L'infrastruttura ha l'obiettivo di recuperare i servizi già esistenti delle linee ferroviarie Termoli-Campobasso e Campobasso-Isernia, incrementando l'area servita attraverso la realizzazione di nuove fermate e di parcheggi di interscambio.
Il costo complessivo del progetto, sotto l'egida dell'Agenzia per la coesione territoriale, è stato stimato in 23,5 milioni di euro e prevede l’attivazione di tre nuove fermate a servizio dei viaggiatori (Campobasso Duca D’Aosta, Campobasso San Michele e San Polo Matese) mentre gli scali ferroviari di Matrice, Boiano, Vinchiaturo, Baranello e Guardiaregia saranno interessati da interventi di riqualificazione per migliorare l’accessibilità in stazione e favorire l’integrazione modale ferro/gomma. Sono inoltre previsti degli interventi di modifica negli impianti di Roccaravindola, Sant'Agapito-Longano, Isernia, Carpinone, Cantalupo del Sannio-Macchiagodena, Bosco Redole, e Campobasso finalizzati alla velocizzazione degli itinerari di ingresso in stazione e dunque l'attuale velocità d'esercizio.
Il termine dei lavori e la partenza del servizio erano stati previsti entro il 31 dicembre 2022. A tale data i lavori risultano ultimati, ma l'avvio del servizio dipende dalla stipula di un contratto tra la regione Molise e Trenitalia.

## Il percorso
La tratta in questione è attualmente a binario unico e non elettrificata, sebbene sia in corso un'opera di elettrificazione. Il progetto individua nelle stazioni in esercizio e quelle dimesse sia l’infrastruttura ferroviaria sia di quella a terra.
Questo sistema di mobilità leggera orientata al pendolarismo breve avrà una lunghezza totale di circa 42 km e andrà a convivere con le linee esistenti sull'attuale tratta a binario unico ferroviaria, con l'intenzione di incrementare l'attuale velocità e frequenza, cadenzandola a 60 minuti (30 minuti negli orari di punta) e proponendo una soluzione alternativa al trasporto su gomma.
Le stazioni e le fermate previste lungo il percorso sono undici, di cui quattro nel territorio comunale del capoluogo. I due capolinea saranno posti nelle stazioni di Matrice e di Bojano, la linea collegherà la zona industriale di Matrice-Ripalimosani, la città universitaria di Campobasso, i servizi generali del capoluogo regionale, gli insediamenti produttivi di Baranello e Vinchiaturo e il polo industriale di Bojano-Campochiaro.